# Monestir de Sant Llorenç de Morunys
Sant Llorenç de Morunys, monestir benedictí, és l'església parroquial de la població de Sant Llorenç de Morunys en la comarca del Solsonès declarada bé cultural d'interès nacional.

## Descripció

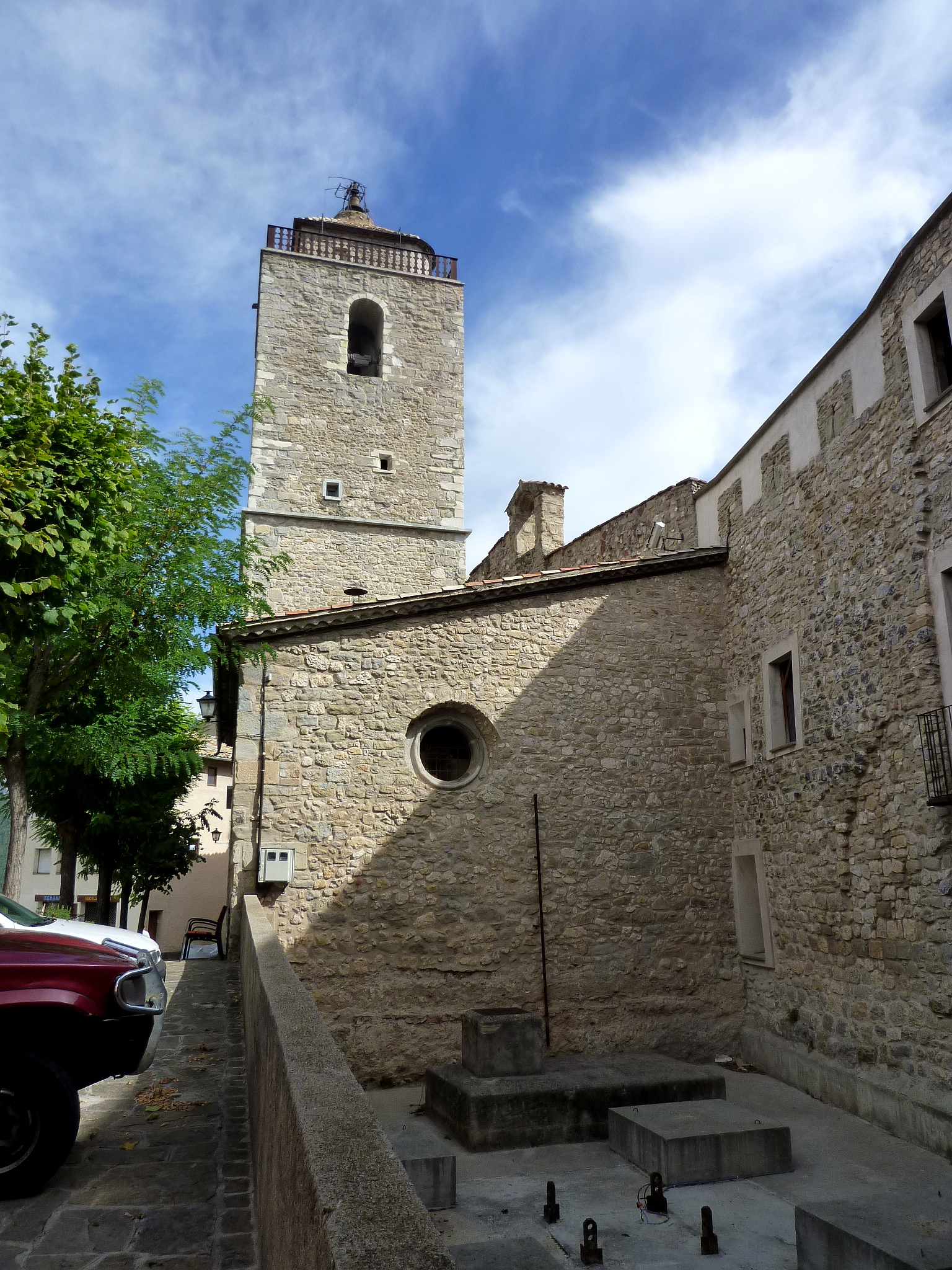
Campanar

L'església és de planta basilical, de tres naus separades per pilars cruciformes, i cobertes amb volta de canó sobre arcs torals la central, i amb voltes d'aresta les laterals, més baixes. El seu aspecte actual és fruit de la restauració, no gaire reeixida, feta als anys 1960-63, i que suprimí la decoració barroca de guix. Al creuer s'aixeca un cimbori romànic, de planta octogonal sobre petxines, decorat interiorment amb pintures barroques. Dels tres absis originals, el de la dreta fou suprimit al segle xviii per a fer-hi la capella de la Mare de Déu dels Colls, mentre que els altres dos es troben embeguts en una construcció veïna. L'absis major, amb decoració llombarda a l'exterior, queda mig amagat entre les construccions de les cases de la vila. És de planta semicircular i presenta tres finestres d'arc de mig punt dovellades i les típiques bandes llombardes i arcuacions cegues. Conserva, en molt mal estat, unes pintures del segle xiii. Sota el paviment s'han trobat restes de l'antiga cripta, que es veu a l'exterior amb tres finestres baixes. El campanar és de planta quadrada (6,38 m) i 27 m d'alçada i uns murs de 60 cm de gruix. Consta de 108 esglaons que porten al recinte de les campanes il·luminades per finestres d'arcs de mig punt. Una finestra tapiada porta la data de 1570, quan el campanar fou aixecat pel mestre Robert als peus de l'església, fora del recinte murallat. L'any 1569 s'encarregà la nova campana grossa, anomenada dels Colls. L'any 1596 s'arreglava encara la teulada del campanar i la façana nord.
El portal d'entrada s'obre al mur de tramuntana i correspon a la porta que donava al cementiri de Sant Llorenç que al segle xvi ja fou traslladat fora els murs de la muralla de la vila. És un elegant exemplar, format per un arc de mig punt dovellat i rematat per una cornisa. L'acompanyen, en la degradació lleugera de la porta dues arquivoltes molt fines sostingudes per fines columnes i una cornisa que ressegueix els capitells formant una imposta. Sobre la porta fou oberta posteriorment una petita fornícula on es col·locà la imatge de Sant Llorenç.

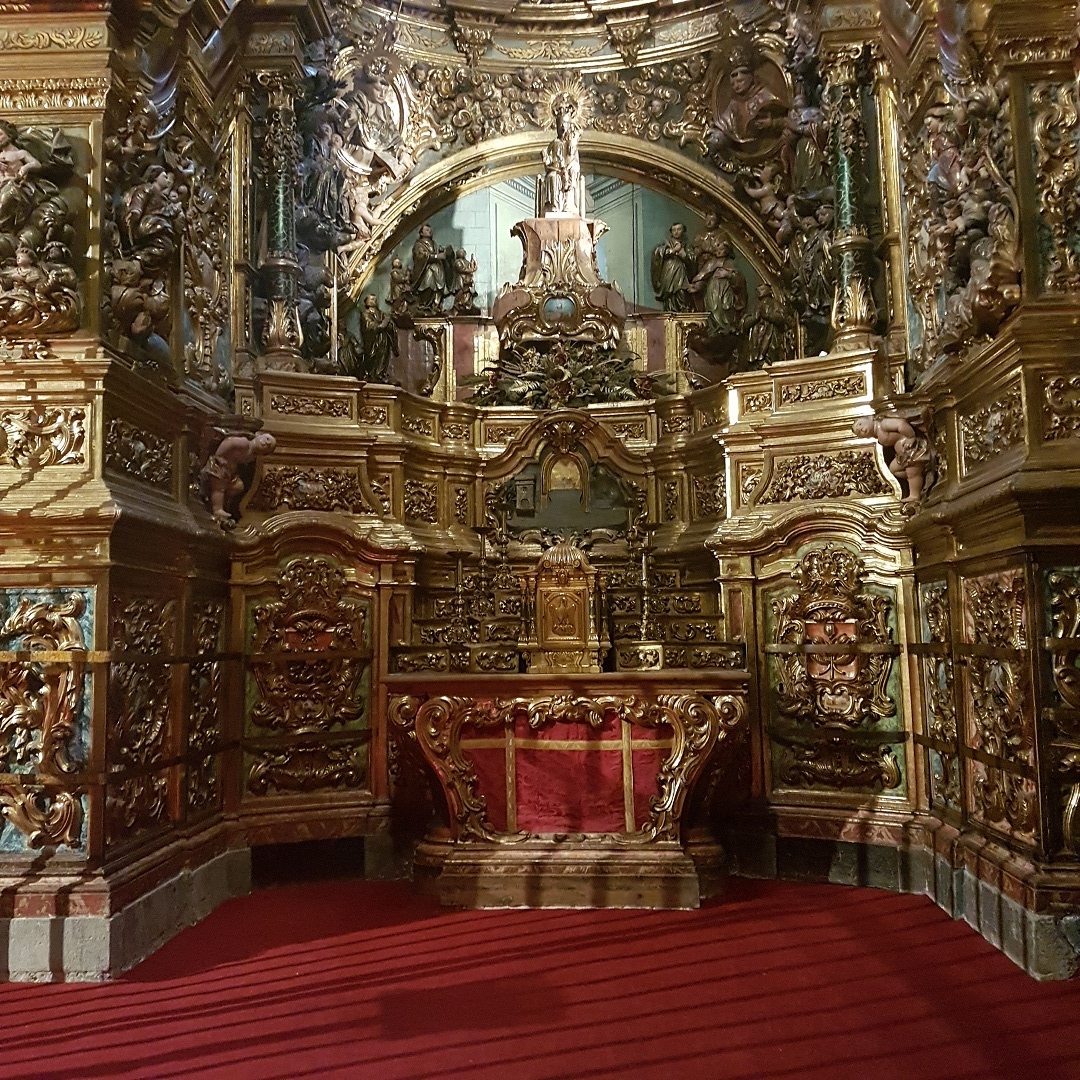
Capella dels Colls

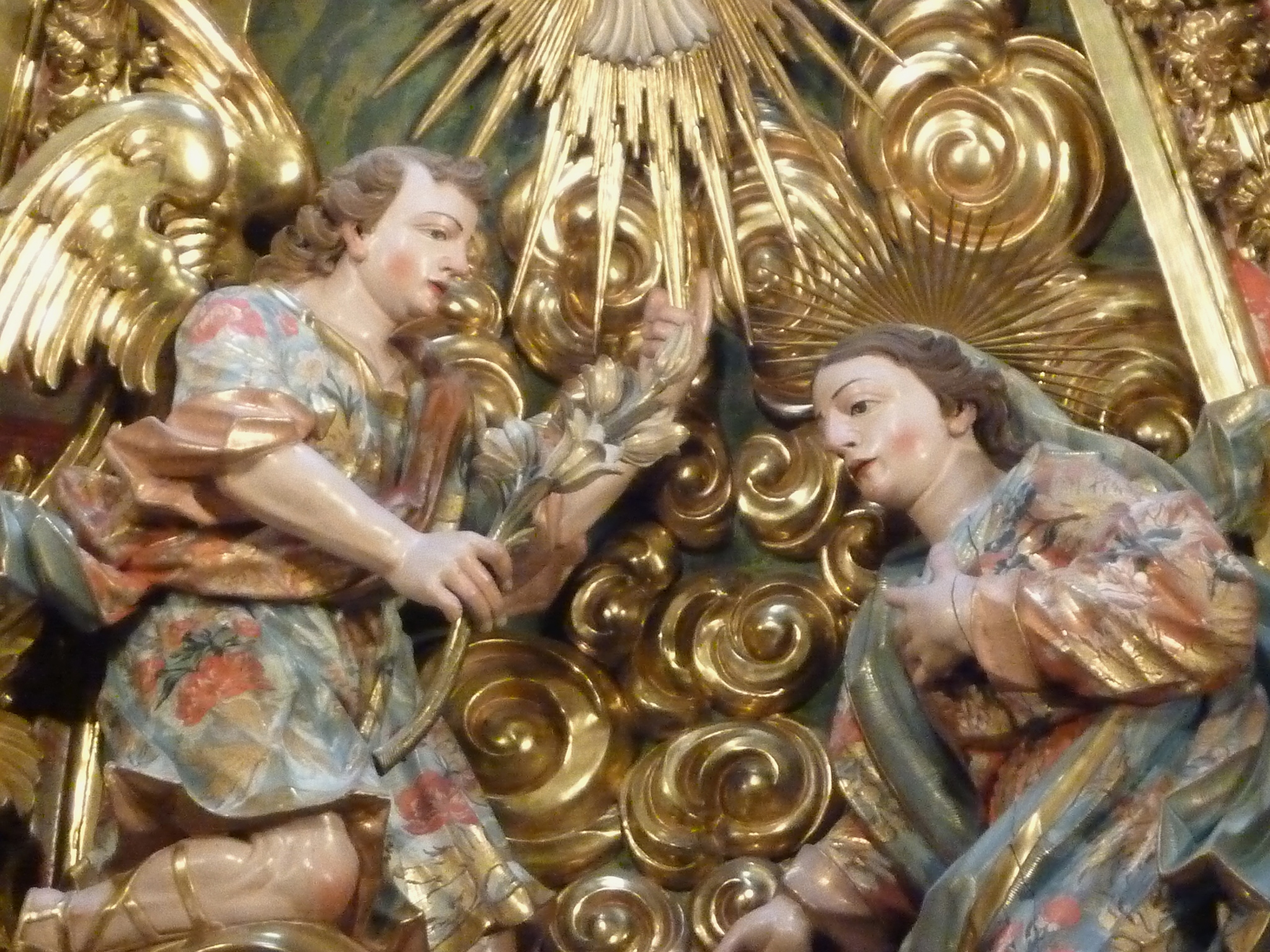
L'Anunciació al retaule de la Mare de Déu dels Colls

L'element més notable del conjunt és, però, el retaule barroc de la Mare de Déu dels Colls, obra de l'escultor Josep Pujol i Juhí (1773-84). El retaule, que cobreix tot l'àmbit de la capella, és profusament decorat. La imatge de la Verge bruna (una còpia que pràcticament només conserva el cap de l'original, destruïda el 1938) i la de Sant Llorenç centren la composició, carregada d'imatges i de representacions d'una gran riquesa iconogràfica. Hom l'ha considerat una de les obres més paradigmàtiques de l'art barroc català, encara que cronològicament se situï en un període tardà, en què predominava ja el neoclàssic.
L'església conserva també un retaule gòtic de l'Esperit Sant, obra de Lluís Borrassà, i l'altar major, barroc, obra de Joan Francesc Morató, de l'any 1713, parcialment destruït durant la Guerra Civil.
L'Orgue de l'església és renaixentista, amb modificacions barroques. Fou reformat també l'any 1830-1833 i a la Guerra Civil quedà molt malmès.
El claustre, adossat al SE de l'església, fou edificat en els darrers anys del segle xv o primers del xvi, probablement sobre un claustre anterior. De planta trapezoïdal, té dues galeries d'arcs rodons que descansen sobre columnes de fust llis.
La rectoria, antiga casa del priorat, és també una construcció dels segles xv i xvi, adossada al claustre. Conserva encara motllures de portes i un teginat de guix d'època renaixentista.

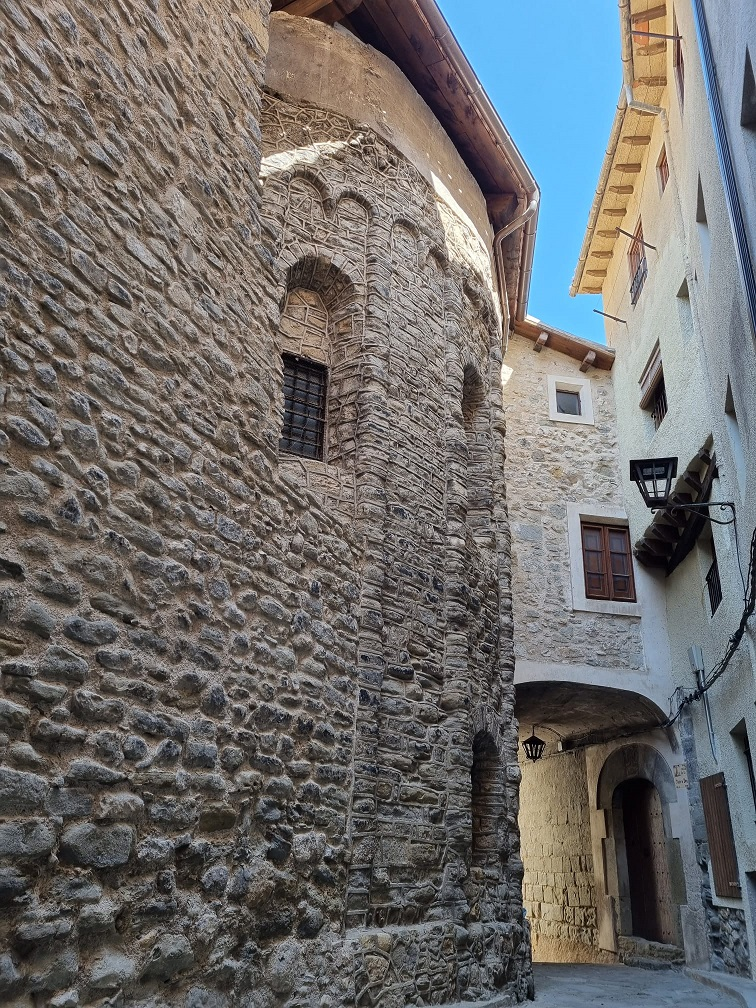
Exterior de la Capella dels Colls

## Història
L'antic monestir de Sant Llorenç de Morunys fou fundat per una petita comunitat de monjos documentada ja a principis del segle x. Afavorit per diverses donacions dels comtes d'Urgell en el darrer terç d'aquell segle, el 1019 fou unit pel bisbe Ermengol i la comtessa Ermessenda al cenobi de Sant Serni de Tavèrnoles, perquè hi introduís la regla benedictina. Des d'aleshores continuà com a priorat dependent de Tavèrnoles, tot i que el 1078, quan es trobava en plena decadència, fou unit al monestir de Tresponts i, l'any següent, juntament amb Tresponts, al de Ripoll. Tanmateix, el 1084 Tavèrnoles reeixí a recuperar el priorat, que conservà fins a la seva extinció.
El 1297 el vescomte de Cardona, Ramon Folc, amb l'aprovació del prior de Morunys i de l'abat de Tavèrnoles, feu edificar i fortificar a redós del monestir una vila franca, que aviat adquirí prosperitat gràcies a la fabricació de draps de llana, dits "piteus". Al llarg de tot el segle xvi es feren obres de millora al monestir, fins que el 1592 fou secularitzat. L'església, que ja era parròquia del poble, restà com a col·legiata. De les antigues edificacions monàstiques, conserva, a més de l'església romànica, aixecada a la primera meitat del segle xi, el claustre i la casa del priorat, d'època posterior.
Entre els anys 1994 i 1997 es dugueren a terme obres de restauració que afectaren el claustre i el campanar.